# Jinka
Jinka es una localidad de Etiopía, de la Región de Etiopía Meridional, y capital de la zona Arí. Según el censo de 2005 la población estimada de Jinka sería de 22.475 habitantes. Es un importante centro de la servicios de la comarca, contando con hospital y aeropuerto.